# بيت البنفسج (رواية)
بيت البنفسج هو اسم رواية للكاتبة اليمنية شذى شوقي الخطيب إصدار دار سما الكويتية عام 2014 وهي الرواية الرابعة لها حيث صدر لها الزنبقة السوداء عام 2012م وأوراق رابعة وابنة الريح عام 2013 وكتبت بيت البنفسج خلال أربعة أعوام ما بين 2010 و 2014.

## مضمون الرواية
تحكي فصولها عن عائلة تسكن في البيت يجمع بينهم تنافس لامتلاك بيت البنفسج وصراع نفسي واجتماعي وعلاقة عشق وأسى زوجي، غرام وانتقام، شرف وعار، حب وغيرة، شرق وغرب وماضي وحاضر.
تضم هذه العائلة روحاً ماتت لكنها تعيش في وجدانهم، وروحا حاضرة تحاول أن تكون بينهم، لم تتوغل الكاتبة، بوصف المكان والزمان بقدر ما أرادت أن تقدم لنا وجبة ثقيلة من المشاعر الإنسانية المفعمة بكل ما هو جميل وإنساني ورقي حضاري في متعة تصويرية متجسدة على الورق نستشف منها أن الحياة جميلة بكل ما فيها من علاقات إنسانية ومحبة مهما قسا الزمن والبشر.
تظهر احداث الرواية التي تتألف من أربعة عشر فصلا معنون باسم إحدى شخصيات الرواية. باستيلاء سليمان على بيت البنفسج من اخوته عبر وصية كتبها والده وكأنه ضمنيا أملى على والده هذه الوصية وهذا ما جعل اخوته يحقدون عليه وتحديدا عدنان الأخ الثاني. ترك البيت ورحل خارج الوطن، ومن ثم يعود مرة أخرى في منتصف احداث الرواية لإثارة زوبعة في البيت تحدث اعصارا. بالإضافة إلى شخصيات متعددة أخرى أثرت الرواية جمالا. ومنها أروى الزوجة الثانية لسليمان وأم ابنه محمد والتي تعتبر المحور الأساسي لمحرك الأحداث وتشعبها. جمانة الأخت الصغرى المتمردة وجوانا الأخت الوسطى الرزينة. وريان الأخ الثالث الهادئ رقيق المشاعر. وأبناء سليمان علي وجعفر من زوجته السويسرية هيلدا الذي انفصل عنها. مبكرا وظل دون زواج حتى التقى بأروى حين زارت بيت البنفسج بدعوة من اخته جوانا. والتي هي بطلة ومما يزيد تصاعد احداث الرواية هو ظهور عصام أرمل اخت أروى التي توفيت بحادث سير. والتي ترفض أروى الاقتران به. بعد ذلك تتزوج من سليمان حيث يشعر عصام بنفور منه ويخبرها بان سليمان سوف يأخذ منها أكثر مما يعطيها. فلم تهتم بحديثه إلا انها اكتشفت حقيقة ذلك مع مرور الوقت. فمعاشرة رجل كسليمان ليس بالأمر الهين الذي كانت تعتقده. 
تأخذ الأحداث المتشابكة بهذه الشخصيات المتعددة إلى جوانب إنسانية عديدة. ومنها الحب والكراهية والغيرة. والعفة والشرف والخيانة والإخلاص وعلاقة الشرق والغرب. وأجمل ما في الرواية علاقة الاب والام. وهي علاقة روحية تتجسد شخصياتهم بذاكرة كل واحد من أبنائهم. فدلال وهي والدة الجميع زرعت البنفسج الذي عرف البيت باسمه لأنها كانت تخفي حبها الكبير لزوجها والبنفسج هو تعبير عن الحب المتأصل في النفس دون البوح به. وخلدت روحها بلوحة وضعت في صالة البيت حولها ازهار البنفسج فكل من يراها يشعر وكأنها حية تتأمله. بيت البنفسج تحفة فنية لما فيها من لغة شعرية وسردية متنوعة وحوارات ذات شذب وجذب. وتفاعل عاطفي حميمي وإنساني بين الشخصيات. وصراع نفسي ومادي قد يصل إلى القتل.

## اقتباس من الرواية
| بيت البنفسج (رواية) | أحس ريان بإخوته، فقام وطلب لهم شيئا يشربوه، واكتفى عدنان بالقهوة، ثم أوقف سعد قائلا: أوقد لي نرجيلة، وأظن الجميع يريد ذلك. فرفعت جوانا يدها أنها لا ترغب، وفضلت قليلا من الماء. أما جمانة فصبت لنفسها كأسا.. أشاحت جوانا نظرها عنها، لتوحي لها أنها تتصرف بوقاحة دون مراعاة لإخوتها. أخرجها من انزعاجها عودة سليمان من الخارج، وهو يودع آخر ضيف كان معه.. نظر إليهم وكأن وجودهم في مكان واحد هو أحد عجائب الدنيا السبع.. فجلس على أقرب كرسي ونظر إليهم قائلا: أ هذا احتفال عائلي؟! جوانا: بل هو تجمع أخوي. ضحك عدنان متهكما يأخذ نفسا عميقا من نارجيلته: تجمع ماسوني. ابتسمت جمانة: أظن أننا نشبه الاخوان المسلمين في اجتماعهم السري. فمط ريان شفتيه: يكفي سخرية. نظر سليمان إليهم من دون أن يبدي اهتماما، وجلس بكسل ينفث بنارجيلته، ثم التفت إلى جوانا وكأنه يسألها ما سبب هذا التجمع. يبدو أنني اخطأت لأني طلبت منكم أن نجتمع في مكان واحد. جوانا: كان عليك مراجعة تفكيرك قبل أن تشرعي في هذا الأمر. - عدنان: أ ترى نفسك في وضع خاطئ؟ - بل أرى نفسي أجسد دورا سخيفا. - ألا تستطيع أن تكون قليلا رجلا محترما؟ - لا يا عزيزتي، اعتزلت الأدب منذ سنين.. ونظر إلى سليمان، وأكمل وهو يشير إليه: منذ أن نهب سيد القصر حقوقنا في هذا البيت. امتعض سليمان ولم يرد عليه؛ فقالت جوانا: لم أجمعكم لتتعاتبوا، فكل منا رضى وأخذ نصيبه. - إن كنت يا جوانا قد قبلت، فأنا إلى الآن لم أقبل.. وعلى هذا الكرسي الذي أجلس عليه والذي كان لأبي يوما، لم أرض. عفوا سليمان لأنك وجدتني جالسا عليه. يبدو أنك الآن تجلس بغضب لأني سلبته منك لبضع دقائق. - ألا تستطيع الجلوس مؤدبا يا عدنان؟. - ومن يتحدث عن الأدب؟. أنت يا جمانة، اتركي الأدب لريان المستسلم. - عدنان ما الذي تريد الوصول إليه.. إن كنت تريد أن نتشابك بالأيدي فلا مانع لدي؟. - أ تتحداني؟! | بيت البنفسج (رواية) |